# Franklin Adreon
Franklin Adreon est un réalisateur, producteur, scénariste et acteur américain né le 18 novembre 1902 à Gambrills, Maryland (États-Unis), mort le 10 septembre 1979 à Thousand Oaks dans le comté de Ventura (Californie, États-Unis).

## Filmographie

### Comme réalisateur

#### Cinéma
- 1953 : Canadian Mounties vs. Atomic Invaders (en)
- 1954 : Trader Tom of the China Seas (en)
- 1954 : Le Triomphe de Zorro (Man with the Steel Whip)
- 1955 : Panther Girl of the Kongo (en)
- 1955 : King of the Carnival (en)
- 1955 : No Man's Woman
- 1956 : Terror at Midnight
- 1956 : Cet homme est armé (en) (The Man Is Armed)
- 1957 : Le Carrefour de la vengeance (it) (Hell's Crossroads)
- 1962 : The Nun and the Sergeant (en)
- 1966 : Cyborg 2087
- 1966 : Dimension 5

#### Télévision
- 1953 : Commando Cody: Sky Marshal of the Universe (en) (Série télévisée)
- 1955 : Histoires du siècle dernier (Stories of the Century) (Série télévisée)
- 1955 : Cheyenne (Série télévisée)
- 1957 : 26 Men (en) (Série télévisée)
- 1957 : Maverick (Série télévisée)
- 1957 : Tombstone Territory (en) (Série télévisée)
- 1957 : Colt .45 (en) (Série télévisée)
- 1958 : Frontier Doctor (en) (Série télévisée)
- 1958 : Remous ("Sea Hunt") (Série télévisée)
- 1959 : Men into Space (en) (Série télévisée)
- 1966 : Target: Sea of China (Téléfilm)

### Comme producteur

#### Cinéma
- 1948 : Sons of Adventure
- 1948 : Adventures of Frank and Jesse James (en)
- 1949 : Federal Agents vs. Underworld, Inc (en)
- 1949 : Daughter of the Jungle (en)
- 1949 : Le Fantôme de Zorro (Ghost of Zorro)
- 1949 : King of the Rocket Men
- 1949 : The James Brothers of Missouri (en)
- 1950 : The Arizona Cowboy (en)
- 1950 : Radar Patrol vs. Spy King (en)
- 1950 : The Invisible Monster (en)
- 1950 : Hills of Oklahoma (it)
- 1950 : Desperadoes of the West (en)
- 1950 : Redwood Forest Trail (it)
- 1950 : Flying Disc Man from Mars (en)
- 1951 : Zorro le diable noir (Don Daredevil rides again)
- 1951 : Government Agents vs. Phantom Legion (en)
- 1951 : Lost Planet Airmen
- 1952 : Radar Men from the Moon (en)
- 1952 : Zombies of the Stratosphere (en)
- 1953 : Jungle Drums of Africa (en)
- 1953 : Canadian Mounties vs. Atomic Invaders (en)
- 1954 : Trader Tom of the China Seas (en)
- 1954 : Le Triomphe de Zorro (Man with the Steel Whip)
- 1955 : Panther Girl of the Kongo (en)
- 1955 : King of the Carnival (en)
- 1958 : Satan's Satellites
- 1958 : Missile Monsters
- 1959 : Le Fantôme de Zorro (Ghost of Zorro) (serial de 1949 remonté en film)

#### Télévision
- 1953 : Commando Cody: Sky Marshal of the Universe (en) (Série télévisée)
- 1956 : The Adventures of Dr. Fu Manchu (en) (Série télévisée)

### Comme scénariste

#### Cinéma
- 1937 : S.O.S. Coast Guard (en)
- 1937 : Zorro Rides Again (Serial)
- 1938 : Dick Tracy Returns (en)
- 1939 : The Lone Ranger Rides Again
- 1939 : Les Trois Diables rouges (Daredevils of the Red Circle)
- 1939 : Dick Tracy's G-Men
- 1940 : Drums of Fu Manchu (en)
- 1940 : Hi-Yo Silver (en)
- 1940 : Mysterious Doctor Satan (Mysterious Doctor Satan)
- 1942 : The Yukon Patrol
- 1943 : The Fighting Devil Dogs
- 1947 : Jesse James Rides Again (en)
- 1948 : Sons of Adventure
- 1959 : Zorro Rides Again

#### Télévision
- 1966 : Torpedo of Doom (Téléfilm)
- 1966 : Sombra, the Spider Woman (Téléfilm)
- 1966 : R.C.M.P. and the Treasure of Genghis Khan (Téléfilm)

### Comme acteur
- 1935 : The Fighting Marines de William Reeves Easton et Joseph Kane : Capt. Holmes [Chs. 7-10]
- 1936 : The Leathernecks Have Landed (en) d'Howard Bretherton : Marine officer
- 1937 : Join the Marines de Ralph Staub : Marine Officer